# Marius Wegmann
Marius Wegmann (* 3. September 1998 in Pfullendorf) ist ein deutscher Fußballspieler. 

## Karriere
Nach seinen Anfängen in der Jugend vom TSV Aach-Linz, FV Ravensburg und SC Pfullendorf wechselte er im Januar 2016 in der Jugendabteilung des FC Rot-Weiß Erfurt. Dort kam er auch zu seinem ersten Einsatz im Profibereich in der 3. Liga, als er am 30. Januar 2018, dem 20. Spieltag, bei der 0:5-Auswärtsniederlage gegen Preußen Münster in der 16. Spielminute für Florian Neuhold eingewechselt wurde. Im Sommer 2019 wechselte er zum Regionalligisten FV Illertissen. Nach drei Spielzeiten wechselte er im Sommer 2022 ligaintern zu den Würzburger Kickers.  Nach dem verpassten Aufstieg in die 3. Liga wechselte er im Sommer 2024 zum SV Wehen Wiesbaden.